# Счётная палата США
Счётная палата США (англ. The Government Accountability Office, аббр. GAO) — федеральное агентство, является аудиторским, оценочным и аналитическо-следственным органом Конгресса США.

## История
Счётная палата была создана в качестве Главного бюджетно-контрольного управления согласно Акту «О бюджете и бухгалтерском учёте» (англ. the Budget and Accounting Act), который был подписан в 1921 году.
Этот Акт (далее — Закон) был утверждён в связи с необходимостью главой Счётной палаты для изучения, в резиденции правительства или в других местах, всех вопросов, касающихся доходов (получения выручки), оплаты расходов и использования государственных средств. Итоги доклада могут быть адресованы как президенту, так и Конгрессу. Также в подобных докладах содержатся рекомендации касательно улучшения состояния экономики и эффективности расходования государственных средств. (Раздел 312(а), 42 Закон. 25) (англ. Section 312(a), 42 Statute. 25).
В соответствии с действующей миссией Счётной палаты оно существует для поддержки Конгресса США в выполнении его конституционных обязанностей и для повышения производительности и обеспечения подотчётности федерального правительства на благо американского народа.
Название агентства (GAO) было изменено в 2004 году для наилучшего отражения её миссий. Хотя в большинстве других стран существуют государственные учреждения, похожие на Счётную палату, их внимание прежде всего нацелено на проведении финансовых проверок (аудит).
Аудиторы Счётной палаты проводят не только финансовую проверку, но также занимаются широким ассортиментом эффективной проверки (то есть их нанимают для проведения аудита).
Счётная палата возглавляется начальником Главного контрольно-финансового управления США (англ. Comptroller General of the United States) (перевод, предоставляемый переводческим программным обеспечением Abbyy Lingvo x3), являющимся профессионалом и не состоящем в партии (партиях), либо не поддерживающим позицию любой партий Штатовского правительства.
Начальник Главного контрольно-финансового управления США назначается президентом США с невозобновляемым сроком (то есть человек не может баллотироваться на данную должность во второй раз) на 15 лет по совету и с согласия Сената США.
Президент выбирает кандидатуру на данный пост из списка, состоящего по крайней мере из трех лиц, рекомендованных восемью членами обеих партий, двухпалатной комиссии, лидерами Конгресса.
Начальник Главного контрольно-финансового управления США не может быть отстранён от должности президентом США. Однако, его могут отстранить от должности по решению Конгресса США в связи с импичментом или по совместному (обоюдному) решению в связи со специфическими причинами.
С 1921 года существовало всего семь начальников Главного контрольно-финансового управления, и не предпринималось никакой формальной попытки для смещения начальника Главного контрольно-финансового управления.
В соответствии с веб-сайтом Счётной палаты США (GAO): «Долгое пребывание в должности начальника Главного контрольно-финансового управления даёт Счётной палате непрерывность, целостность управления, при преемственности руководства, которое редко встречается в правительстве».

## Полномочия
Работа GAO выполняется по требованию комитетов или подкомитетов Конгресса или в соответствии с законами или отчётами комитетов. Палата также проводит расследования под руководством Генерального контролёра. Она обеспечивает надзор со стороны Конгресса по следующим направлениям:
- финансовый аудит расходования федеральных средств;
- расследование обвинений в незаконных и неправомерных действиях администрации президента и правительства;
- расследование эффективности выполнения государственных программ;
- выявление возможных направлений для расследований Конгресса;
- выдача юридических решений и заключений;
- консультирование Конгресса и руководителей органов исполнительной власти о путях повышения эффективности работы правительства.

## Отчёты
Ежегодно Счётная палата подготавливает около 900 отчётов. Счётная палата (GAO) публикует отчёты и сведения, касающиеся в частности:

### Финансовая отчётность правительства США
Каждый год Счётная палата США издаёт (выпускает) аудиторский отчёт (то есть один аудиторский отчёт в год) по финансовой отчётности правительства Соединённых Штатов.
Финансовый отчёт правительства США за 2010 год был выпущен 21 декабря 2010 года.
Сопровождающийся пресс-релиз констатирует (излагает), что «Счётная палата (GAO) не может вывести своё мнение (отразить/предоставить мнение) касательно консолидированной финансовой отчётности федерального правительства за 2010 год из-за расширенного материала, недостаточности/слабости внутреннего контроля, существенных неопределённостей и других ограничений».

### Государственный долг США
В рамках своей инициативы по защите (выступлению в поддержку) устойчивости Счётная палата (GAO) публикует Отчёт о Федеральной финансовой (бюджетной) перспективы (прогноз на будущее), а также данных, касающихся дефицита бюджета.
Дефицит правительства США скорее указывается в деньгах (денежных средствах), чем учитывается методом начислений при учёте доходов и издержек в момент завершения операции. То есть в данном методе учитывается метод бухгалтерского учёта, при котором факты хозяйственной деятельности организации относятся к тому отчётному периоду, в котором они имели место, независимо от фактического времени поступления или выплаты денежных средств, связанных с этими фактами; применяется в ряде стран как метод учёта в государственном секторе в противоположность традиционно используемому в этой сфере кассовому методу; использование метода является одним из элементов нового государственного управления; в государственном учёте США метод применяется для учёта в собственных фондах.
Счётная палата отмечает, что накопленный (начисленный) дефицит обуславливает (предусматривает) больше информации касательно долгосрочных последствиях (результатах) ежегодных операций Правительства США.
В 2010-м финансовом году чистый денежный поток (в отчёте о движениях денежных средств это «разность между всеми поступлениями и выплатами, связанными с операционной деятельностью») Федерального правительства США составил 2,080 млрд долларов США (USD). Однако, он уже включает в себе провизии (оценки будущих обязательств), и дефицит денежных средств составил 1294 млрд долларов США.

### Стратегический план на основе пятилетнего периода
Последний план Счётной палаты (GAO) на 2010—2015 годы определён для достижения четырёх поставленных целей, а именно:
- решение текущих и возникающих (либо развивающихся) проблем во благо финансовой безопасности (устойчивости) и благосостояния американского народа;
- решение вопросов касательно угрозы безопасности и угрозы Глобальной взаимозависимости;
- преобразование Федерального правительства для решения национальных проблем (угроз);
- увеличение (максимизация) полезности Счётной палаты.